# BMP 7

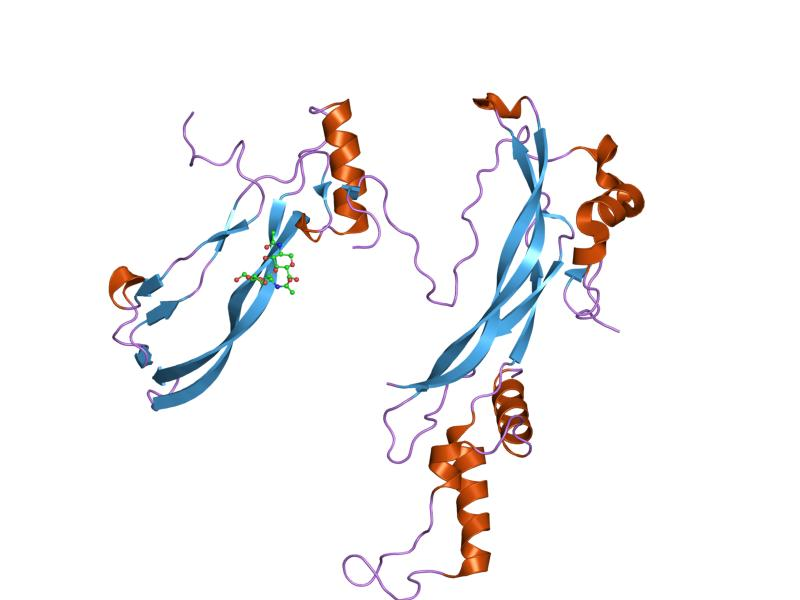
BMP 7

BMP 7 neboli bone morphogenetic protein 7 (obchodní název OP-1) je protein patřící do TGF-β superfamily tzn. skupiny signálních molekul – parakrinních faktorů uplatňujících se během embryonálního vývoje. Je členem BMP rodiny, jejíž uplatnění nastává zejména během transformace mezenchymálních buněk do chrupavky a kosti. BMP 7 se také podílí na vývoji neurální lišty, zubů, očí a ledvin. Mezi hlavní inhibitory patří Chordin, Noggin a Folistatin.

## Signální dráha
BMP 7 po navázání na příslušný receptor aktivuje (fosforyluje) SMAD 1 a SMAD 5 v cytoplazmě, ty se následně vážou na SMAD 4 a vytváří tak komplex transkripčních faktorů přecházejících do jádra, kde ovlivňují transkripci cílových genů.

## Funkce

### Osteogeneze
BMP všeobecně indukují osteogenickou transformaci buněk tzn. že způsobují změny, které vedou k přetváření původní pluripotentní buňky v osteocyt. Působí jak na pluripotentní, tak na mezenchymální (progenitorové) buňky i na osteoblast. Z pozorovatelných změn dochází ke zvýšení aktivity alkalické fosfatázy, tvorby osteocalcinu a mineralizované matrix.

### Formování autopodia
Během vývoje se na končetině nachází několik nekrotických zón: interdigitální, která rozděluje prsty, interiorní rozdělující radius a ulnu a anteriorní a posteriorní dále formující končetinu. Navzdory názvu zde probíhá apoptóza buněk. Slovo nekrotické je pouze historický artefakt. Apoptóza buněk je způsobena zejména působením BMP 2,4 a 7, které jsou exprimovány v interdigitálním mezenchymu. Vlivem Nogginu vytvářeném ve vyvíjejících se prstech a v perichondrálních buňkách, které je obklopují, dochází v těchto místech k blokování účinku BMP signalizace, což vede k prevenci apoptózy. Dále má BMP 7 a 2 důležitou úlohu při formování kloubních spojení.

### Adipogeneze
Na rozdíl od ostatních členů BMP rodiny, kteří se podílejí na diferenciaci bílých adipocytů se BMP 7 uplatňuje ve hnědé vývojové řadě. Hnědá tuková tkáň se liší od bílé zvýšeným množstvím mitochonrií, menší aktivitou ATP syntáz, což vede k tomu, že vznikající energie se z buňky uvolňuje ve formě tepla (termogeneze) na rozdíl od bílé tukové tkáně, kde se většina energie uskladňuje ve formě ATP. Experimentálně uskutečněná exprese BMP7 zprostředkovaná adenovirem vedla k nárůstu hnědé tukové tkáně na úkor bílé, čímž došlo k nárůstu energetického výdeje a snížení hmotnosti. Tato studie dává příslib novému terapeutického přístupu v léčbě obezity.

## Genový knockout
Při knock out experimentu u myší došlo k vývoji embrya, které postrádalo oči a mělo velmi nepatrně vyvinuté ledviny. BMP 7 v těchto místech brání předčasné apoptóze buněk v oční plakodě a nefrogennímu mezenchymu.

## Klinické využití
V dnešní době se BMP 7 (stejně jako i jiní členové BMP rodiny) používá v klinických studiích k léčbě komplikovaných zlomenin, které nereagují na předchozí léčbu. U lidí dochází k používání rekombinantního lidského BMP7 například v kolagenové pastě, která se aplikuje na poškozené místo. Úspěšnost v některých studiích dosahuje přes 90 %.